# 夢過頭
《夢過頭》（A Head Full of Dreams）是英國搖滾樂隊酷玩樂團的第七張錄音室專輯，分別由英國的Parlophone唱片公司，以及美國的大西洋唱片於2015年12月4日發行。這張專輯的製作開始於2014年末至2015年中期，紧接在完成專輯《鬼故事》之後，轉變出和從前截然不同的聲音與風格。其中許多歌曲，酷玩樂團分別與碧昂絲，諾爾·蓋勒格，托芙蘿，卡蒂雅·布尼亚季什维利和Merry Clayton等歌手合作。專輯由Rik Simpson和Stargate製作。該專輯並使用了奧巴馬總統在克莱门塔·平克尼葬禮上所演唱《奇異恩典》的片段樣本於歌曲《萬花筒》（Kaleidoscope）當中。
這張專輯所得到的專業評論褒貶不一。它在英國專輯排行榜榮登排名第一，在美國，澳大利亞，加拿大專輯排行榜第二，和在意大利与愛黛兒專輯《25》排名第一。在2016年全英音樂獎，該專輯被提名為英國年度專輯。根據國際唱片業協會，這張作品是2015年度第八暢銷專輯，全球銷量190萬張。截至2017年3月，該專輯在全球銷售超過500萬。該專輯收錄了五張單曲：《冒險人生》，《週末颂歌》，《不斷向上》，標題曲《夢過頭》，以及《燦爛永恆》等。該專輯的5.1環繞藍光音頻版本，通過樂隊的網站於2016年9月23日發行。

## 單曲
專輯的首個單曲《冒險人生》已在2015年11月6日公開。音樂錄影帶随後於2015年11月29日發布。《週末颂歌》於2016年1月25日被發佈為專輯的第二張專輯。樂隊被社會媒體的一部分批評單曲為印度社會的成見。第三屆官方單曲《不斷向上》於2016年4月22日發布。第四張官方單曲《夢過頭》於2016年8月19日發行，伴隨著音樂錄影帶。一張新近錄製的簡裝版《燦爛永恆》 - 靈感來自於馬汀的未經排練獨奏歌曲在格拉斯頓伯裡音樂節技術事故，於2016年11月11日被發布在數字網路上的作為第五張單曲。

## 外部連結
- YouTube上的"Adventure of a Lifetime" Official music video
- YouTube上的"Adventure of a Lifetime" Teaser
- YouTube上的"Adventure of a Lifetime" Behind-the-scenes video
- YouTube上的"Birds" Official music video
- YouTube上的A Head Full Of Dreams (2 x Vinyl Edition)
- 官方网站